# اولیویا کالپو
اولیویا فرانسیس کالپو (به انگلیسی: Olivia Frances Culpo) (زاده ۸ مهٔ ۱۹۹۲) بازیگر آمریکایی، مدل، مجری تلویزیون، نوازندهٔ ویولن سل و ملکهٔ زیبایی برندهٔ جایزهٔ دختر شایستهٔ آمریکا در سال ۲۰۱۲، نمایندهٔ ایالت مادری اش یعنی رود آیلند است. او اولین نماینده از این ایالت به شمار می‌رود.
او بعد از بروک لی که در سال برندهٔ دختر شایستهٔ دنیا در ۱۹۹۷ شد، اولین برندهٔ آمریکایی دختر شایستهٔ دنیاست که در ۲۰۱۲ و در لاس وگاس برگزار شد.

## اوایل زندگی
اولیویا در کرانستون رود آیلند زاده شد و ۴ خواهر و برادر دارد و نام پدر و مادرش پیتر و سوزان کالپو است. او دارای دو خواهربرادر بزرگتر از خود با نام‌های پیت و عورا و همچنین دو خواهربرادر کوچکتر از خود به نام گاس و سوفی دارد. پدر اولیویا رستورانداری است که کسب کاری شراکتی در کافهٔ پاریش نیز دارد. او در منطقهٔ اجوود در کرانستون رود آیلند بزرگ شده‌است و از تبار ایرلندی است و همچنین از طرف مادرش ریشهٔ ایتالیایی دارد.
اولیویا در آکادمی ماری حضور داشت و بعدها در دانشگاه بوستون حضور پیدا کرد.
در ۲۰۱۰ او برای سازمان مدلینگ بوستون ثبت نام شد. او در کلاس دوم شروع به آموختن ویولونسل کرد.

## جشنواره‌ها

### دختر شایستهٔ رود آیلند ۲۰۱۲ و دختر شایستهٔ آمریکا ۲۰۱۲
پس از پیروزی در دختر شایستهٔ ۲۰۱۲ رودآیلند آمریکا، اولین جشنواره‌ای که رفت،
پس از پیروزی در دختر شایستهٔ رودآیلند سال ۲۰۱۲، که اولین رقابتی بود که در آن وارد شده بود، او به تلاش ادامه داد و وارد رقابت‌های دختر شایستهٔ کل آمریکا شد و در آن پیروز شد.

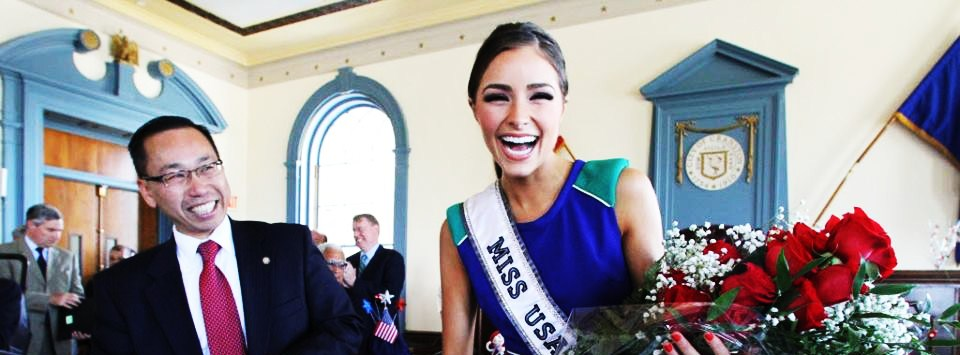
پس از پیروزی تاج ۲۰۱۲، شهردار کرانستون، عالان فانگ، به اولیویا کالپو که خود در شهر کرانستون زندگی می‌کرد، کلید شهر را جایزه داد.

در ژوئیه ۲۰۱۲، شهر کرانستون رودایلند، یک جشن خوشامد گویی برای بازگشتش از مراسم و برنده شدنش در آن تدارک دیدند.
در این مراسم که به صورت عمومی برگزار شد، شهردار شهر کرانستون، عالان فانگ کلیدی از شهر کرانستون را به اولیویا تقدیم کرد.

### دختر شایستهٔ جهان در ۲۰۱۲
اولیویا نمایندگی کشور ایالت‌های متحده آمریکا را در رقابت‌های دختر شایستهٔ ۲۰۱۲ که در ۱۹ دسامبر ۲۰۱۲ در لاس وگاس برگزار شد بر عهده گرفت. او رقابت هارا برنده شد و تاج دختر شایسته را بر سر نهاد و هشتمین نمایندهٔ کل کشور ایالت‌های متحده که در این رقابت‌ها پیروز شده‌است، شد. قبل از او، پیروز شدن آخرین نمایندهٔ آمریکا، به ۱۹۹۷ برمیگردد.
اولیویا همچنین اولین رودایلندی ای بود که عنوان دختر شایستهٔ جهان را یدک می‌کشید. او موفق شد تاج را از نمایندهٔ قبلی لیلا لوپز که اهل کشور آنگولا بود بگیرد
در ژانویهٔ ۲۰۱۳، اولیویا از اندونزی برای مدت ۳ هفته بازدید کرد و به برندهٔ تاج در پاتری اندونزی ۲۰۱۳ در اول فوریه در جاکارتا کمک کرد. او همچنین از یوگیاکارتابین سورابایا و بالی در طول سفر بازدید کرد. در جاکارتا اولیویا میزبانی بحث با جوانان اندونزیایی، که متعلق به سازمان ملل متحد صندوق جمعیت بود، دربارهٔ اچ آی وی و جلوگیری از مبتلا شدن نسل جوان به آن، در سفارت ایالت‌های متحده فرهنگی مرکزی آمریکا را بر عهده گرفت.

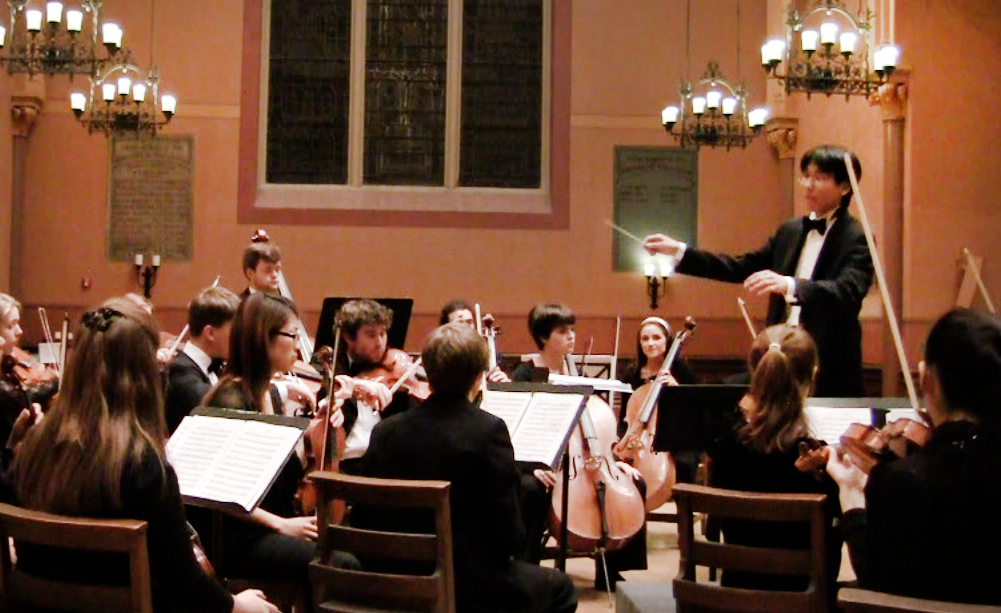
اولیویا در حال بازی با بوستون اکامپنیاتا.

در ۲۵ اوت ۲۰۱۳، شورای شهر کرانستون قطعنامه‌ای را به تصویب رساند که نام فامیلی اولیویا به خیابان آلبرت اضافه شود. خیابانی بین «براود» و بلوار نررگنست واقع در اجوود.
در ۱۰ سپتامبر ۲۰۱۳، اولیویا در نمایش مد شری هیل که در برج ترامپ برگزار شد حضور پیدا کرد و به عنوان مدل راه رفت. اولیویا از ۲۷ سپتامبر تا ۶ اکتبر در هند بود. در طول سفر بنا به گزارش‌ها، به خاطر انداختن چند عکس تبلیغاتی و تجاری در تاج محل به دردسر افتاده بود. در نهم نوامبر ۲۰۱۳ او تاج دختر شایستهٔ جهان را به جانشین خود یعنی دختر شایستهٔ جهان بعدی، گابریلا ایزابل ونزوئلایی واگذار کرد.
در طول در دست داشتن تاج دختر شایستهٔ جهان، اولیویا به اندونزی، روسیه، اکوادور، مراکش، باهاما، کانادا، انگلستان و هند سفر کرد، به علاوه، سفرهای متعددی در سراسر ایالت‌های متحده داشت.

## زندگی شخصی
در اوت ۲۰۱۲، او شروع به رابطهٔ رومانتیک با خوانندهٔ معروف، نیک جوناس که در جریان برگزاری مسابقات دختر شایستهٔ آمریکا با او آشنا شده بود، کرد.
نیک جوناس ، یک هفته پس از پخش موزیک ویدئوی خود به نام "حسادت"، در ژوئن ۲۰۱۵ از بین رفتن رابطه اش با اولیویا را تأیید کرد و به مجلهٔ اوت گفت:
این معنی دارترین و طولانی‌ترین رابطه ای بوده که در طول زندگی خود با کسی داشته ام.
در ژوئن ۲۰۱۶، نیک جوناس آلبومی منتشر کرد به نام: پارسال پیچیده بود که گفته می‌شود دربارهٔ شکستش در رابطه با اولیویا کالپو است.